# Министерство на отбраната
Министерството на отбраната е правителствен орган, част от изпълнителната власт (кабинета) на дадена суверенна държава, който осъществява държавната политика в областта на ръководството на въоръжените сили (сухопътни, военноморски и военновъздушни) в мирно време и по време на война. Ръководи се от министъра на отбраната.

## История
Министерството на отбраната води началото си от предходното Министерство на войната или Военно министерство и контролира всички отрасли на армията. Преди началото на Втората световна война повечето „Военни министерства“ са армейски, докато Военноморските и Военновъздушните сили – два отделни отрасли. Така армията се ръководи от министерството, а отделните отрасли на ВВС и ВМС от главнокомандващи офицери. През 1953 г. руснаците създават „Министерството на Военноморските сили“ успоредно с това на „войната“.
В днешно време отраслите на въоръжените сили са обединени в едно общо ведмонство, с цел осигуряване на „цялостната отбрана“, а името „войната“ е преименувано на „отбраната“. Според източници в Индия „името Военно министерство се посреща нежелателено, в смисъл, че понятието има агресивен аспект, който е несъвместим с индийските традиции“.

## Министерства на отбраната по страни

### именувани като „Министерство на отбранта“
- Министерство на отбраната на Афганистан
- Министерство на отбраната на Албания
- Министерство на отбраната на Аржентина
- Министерство на отбраната на Армения
- Министерство на отбраната на Азербейджан
- Министерство на отбраната на Бангладеш
- Министерство на отбраната на Bеларус
- Министерство на отбраната на Белгия
- Министерство на отбраната на Босна и Херцеговина
- Министерство на отбраната на Бразилия
- Министерство на отбраната на България
- Министерство на отбраната на Бурма
- Министерство на народната отбрана на Камбоджа
- Министерство на народната отбрана на Чили
- Министерство на народната отбрана на Народна република Китай
- Министерство на народната отбрана на Китай
- Министерство на народната отбрана на Колумбия
- Министерство на отбраната на Хърватия
- Министерство на отбраната на Чехия
- Министерство на отбраната на Дания
- Министерство на народната отбрана на Еквадор
- Министерство на отбраната на Естония
- Министерство на отбраната на Етиопия
- Министерство на отбраната на Финландия
- Министерство на отбраната на Франция
- Министерство на народната отбрана на Гърция
- Министерство на народната отбрана на ГДР
- Федерално министерство на отбраната на Германия
- Министерство на отбраната на Гватемала
- Министерство на отбраната на Индия
- Министерство на отбраната и логистиката на въоръжените сили на Иран
- Министерство на отбраната на Ирак
- Министерство на отбраната на Израел
- Министерство на отбраната на Италия
- Министерство на отбраната на Япония
- Министерство на отбраната на Кувейт
- Министерство на отбраната на Латвия
- Министерство на народната отбрана на Ливан
- Министерство на народната отбрана на Либерия
- Министерство на народната отбрана на Литва
- Министерство на отбраната на Малайзия
- Министерство на отбраната на Черна Гора
- Министерство на отбраната на Намбия
- Министерство на отбраната на Непал
- Министерство на отбраната на Нидерландия
- Министерство на отбраната на Нова Зеландия
- Министерство на отбраната на Нигерия
- Министерство на народните въоръжени сили на Северна Корея
- Министерство на отбраната на Норвегия
- Министерство на отбраната на Пакистан
- Министерство на отбраната на Перу
- Министерство на народната отбрана на Полша
- Министерство на народната отбрана на Португалия
- Министерство на отбраната на Румъния
- Министерство на отбраната на Русия
- Министерство на отбраната на Руанда
- Министерство на отбраната на Република Македония
- Министерство на народната отбрана на Сао Томе и Принсипи
- Министерство на отбраната и авиацията на Саудитска Арабия
- Министерство на отбраната на Сърбия
- Министерство на отбраната на Словения
- Министерство на отбраната на Сингапур
- Министерство на отбраната на Шри Ланка
- Министерство на отбраната на Сомалия
- Министерство на народната отбрана на Северна Корея
- Министерство на отбраната на Съветския съюз
- Министерство на отбраната на Испания
- Министерство на отбраната на Швеция
- Министерство на отбраната на Сирия
- Министерство на народната отбрана на Турция
- Министерство на отбраната на Тунезия
- Министерство на отбраната на Тайланд
- Министерство на отбраната на Украйна
- Министерство на отбраната на Великобритания и Северна Ирландия, от 1964 г.
  - Министерство на отбраната на Великобритания и Северна Ирландия (1947–1964), предишното ведомство на Обединеното кралство.
- Министерство на отбраната на Виетнам
- Министерство на отбраната на Югославия
- Министерство на отбраната на Зимбабве
- Министерство на отбраната на САЩ
- Министерство на отбраната на Австралия
- Министерство на отбраната на Канада
- Министерство на отбраната на Ирландия
- Министерство на отбраната на Филипините
- Министерство на отбраната на Северна Африка
- Федерално министерство на отбраната, гражданската защита и спорта на Швейцария
- Министерство на отбраната на щата Джорджия на САЩ
- Министерство на отбраната, ветераните и извънредните ситуации на щата Мейн на САЩ

### именувани като „Министерство на войната“ или „Военно министерство“
- Министерство на войната на Кралство Бавария
- Министерство на войната на Бразилия
- Министерство на войната на Япония
- Министерство на войната на Мексико
- Министерство на войната на Прусия
- Министерство на войната на Русия
- Министерство на войната на САЩ
- Имперско министерство на войната